# مطالعات انتقادی حقوق
"مطالعات انتقادی حقوق" (به انگلیسی: Critical legal studies) جنبشی است که از سال ۱۹۷۷میلادی به دنبال برگزاری کنفرانسی تحت همین عنوان، در ایالت مدیسون آمریکا رسماً به وجود آمد. رویکرد اصلی این جنبش که در انتقاد به نظام‌های سیاسی و حقوقی لیبرال شکل گرفت، عبارت است از: نقد مطلق نظام حقوقی لیبرال به عنوان نظامی متناقض، ایدئولوژیک و نامعیّن که حاصل آن بی عدالتی و عدم تعیّن حقوق است. از نظر جنش مطالعات انتقادی حقوق ادّعاهای نظام حقوقی لیبرال و مدرن مبنی بر حاکمیّت داشتن قانون و صورت گرایی و عینیت گرایی به هیچ عنوان ادّعاهای قابل قبولی نبوده و با واقعیّت منطبق نیستند؛ چرا که نقش ایدئولوژی و باورهای سیاسی و اجتماعی قانونگذار و قضات در بسیاری از تصمیم‌گیری‌ها کاملاً برجسته است. این وضعیّت منجر به نفوذ صلاح دیدهای قضایی در اعمال قوانین موجود می‌شود که نتیجه‌ای جز نامعیّن بودن حقوق و دعاوی حقوقی را در پی نخواهد داشت. با وجود اینکه این جنبش در کشورهای غربی به ویژه آمریکا و انگلستان تقریباً شناخته شده‌است، در ایران به تازگی وارد ادبیات آکادمیک شده‌است.